# Perec

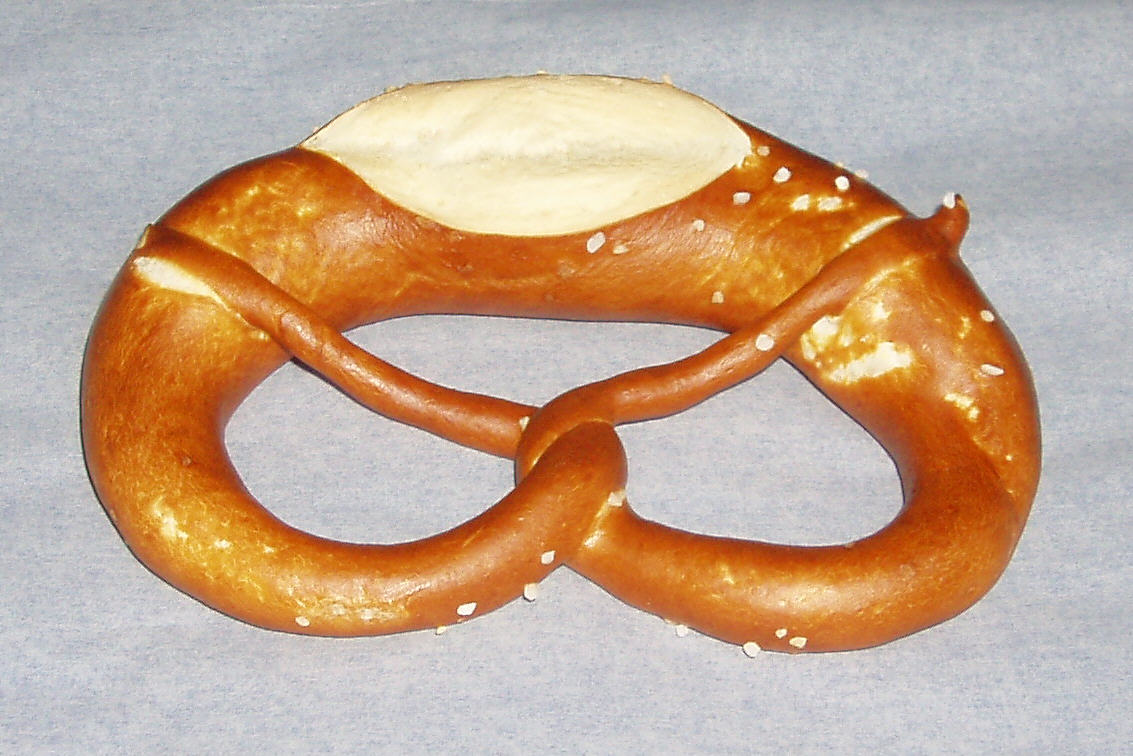
Kívül ropogós, a sós és belül foszlós bajor perec (Laugenbreze, Brezel, Brezn vagy Breze)

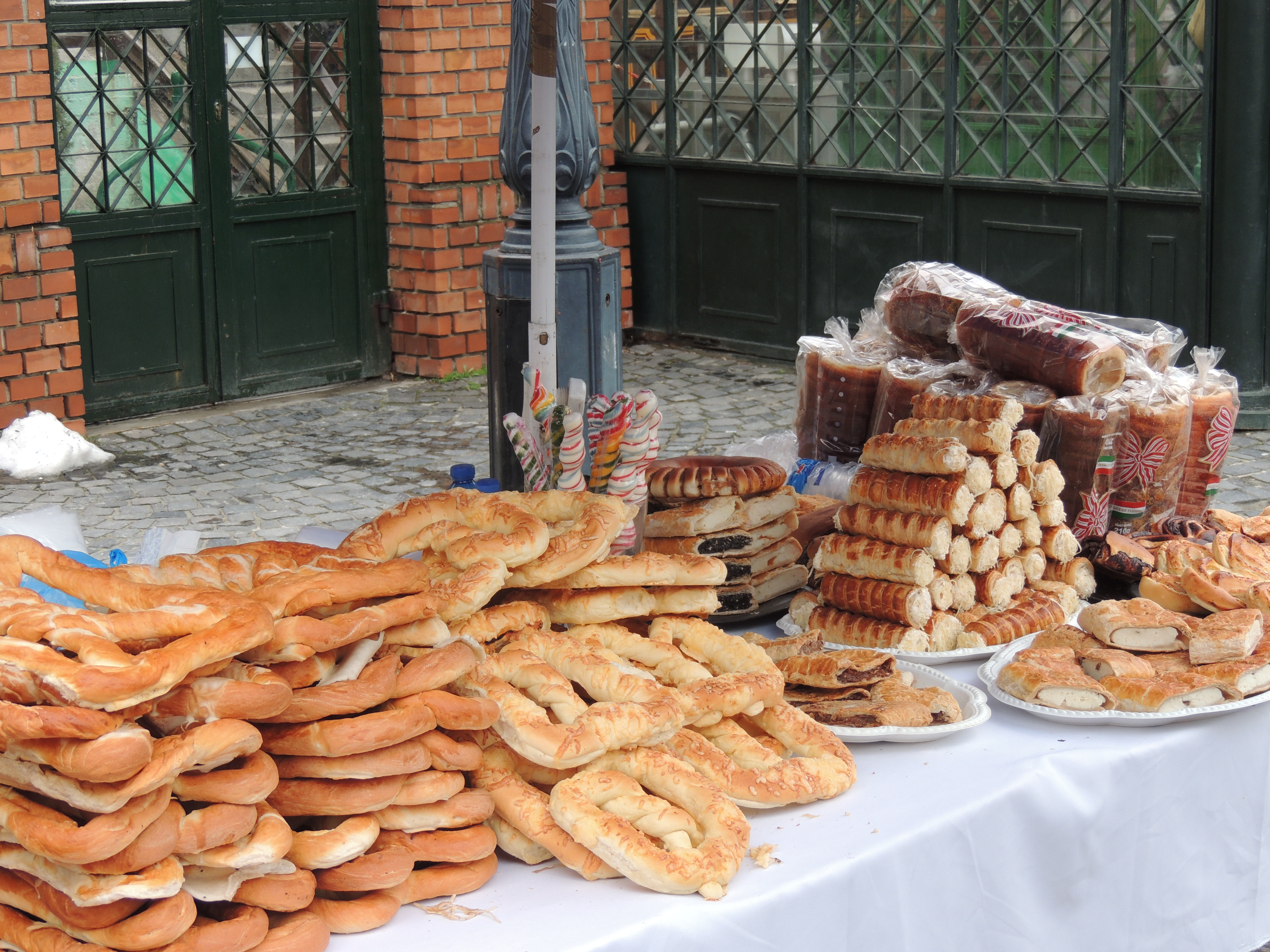
Magyar sós és sajtos perecek (balra) egy utcai árus pultján

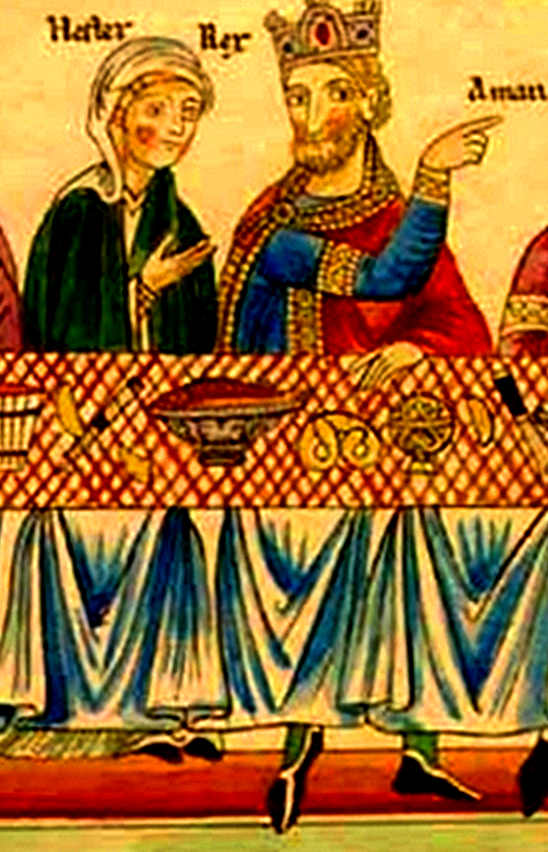
Perec ábrázolás Herradis von Landsberg: Hortus Deliciarum művéből, 1180 körül

A perec lisztből, vízből és élesztőből készült, zárt, íves alakúra formázott élelmiszer. A hagyományos perec alakja egy jellegzetes szimmetrikus forma: a hosszú tésztacsík összefonódik és aztán visszafordul önmagába, ez a speciális perechurok. Egész Európában, emellett Észak-Amerikában is népszerű pékáru.
Számos legenda és anekdota szól keletkezéséről és formájának kialakulásáról. Magyar neve német jövevényszó, amely valószínűleg a latin brachium „kar” főnévből származó középkori latin bracellus összefont karokhoz hasonló sütemény nevéből ered. A perec bajorországi változata egy legenda szerint véletlenül született. Egy pék felesége éppen a műhelyt mosta fel lúgos vízzel. A pék körül lábatlankodó asszony egy óvatlan pillanatban leborította a megformázott nyers perecet, az pedig beleesett a lúgos vízbe. Az asszony azonnal kikapta a tésztát, és arra biztatta a férjét, hogy süsse ki gyorsan.

## Változatai, elkészítése
Állaga szerint lehet puha vagy kemény, ízesítése szerint sós vagy édes. Míg Európa legtöbb országában a sós, Lengyelországban és az Egyesült Államokban az édes perec a közkedvelt. Formája a hagyományoson kívül lehet karika vagy vékony sóspálcika.
A sósperec elkészítése: lisztből, vízből és élesztőből sima tésztát gyúrnak, melyből hurka formájú csíkokat formálnak. Miután megkelt, néhány percre 3-5% -os szódabikarbónás forróvízbe mártják (a Maillard-reakció hatására a cukrok és aminosavak reakcióba lépnek egymással és a megsült perec barna színű lesz), majd megformázzák, sóval meghintik, és magas hőfokon középbarnára sütik. Egyes receptek tejet, tojást, vajat, olajat is felhasználnak.
Magyarországon ismert még a debreceni vásári füzéres perec, erdőhorváti perec, kunsági perec.

## Története

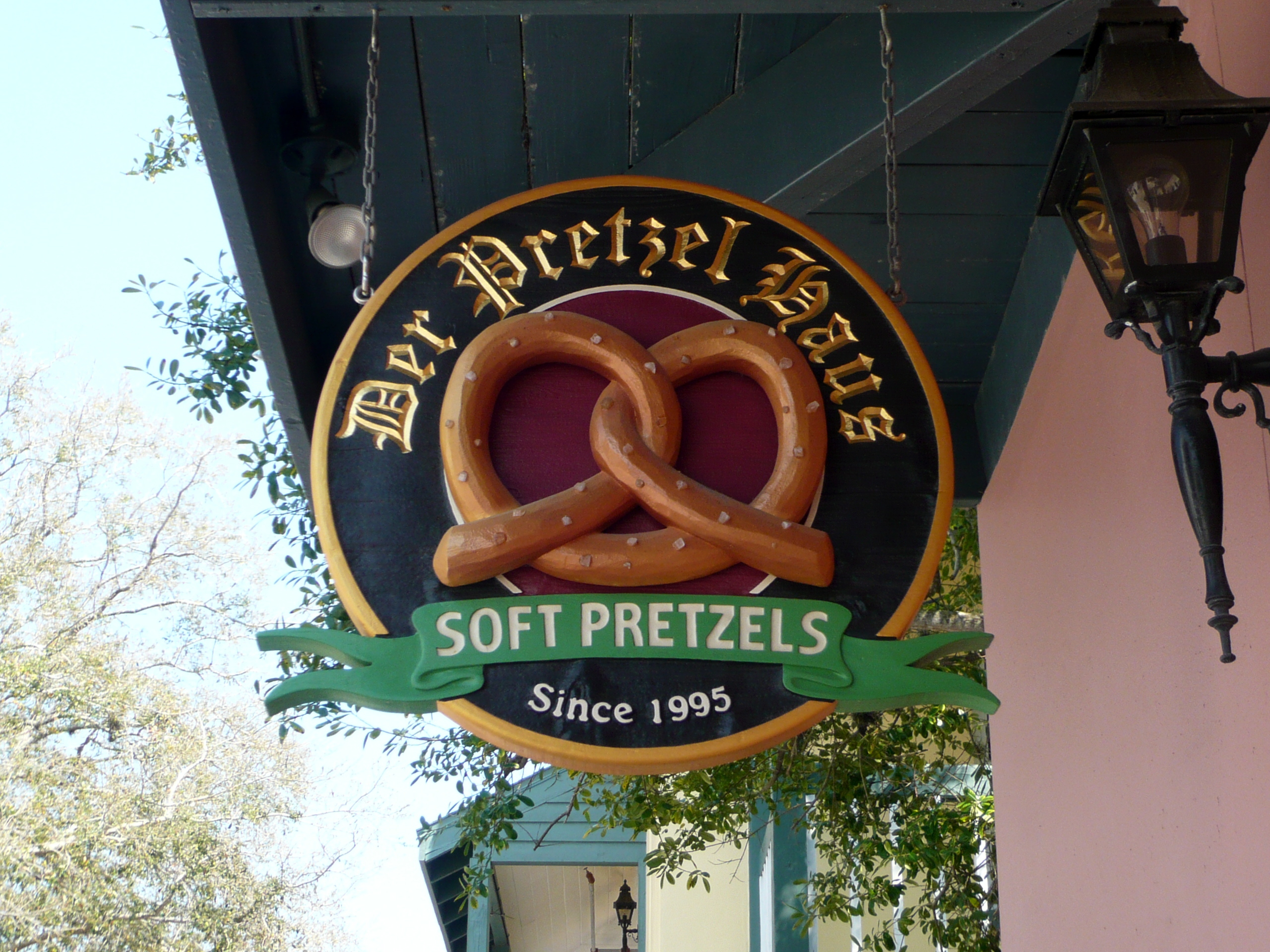
Amerikai Pékség cégére

- Eredetét dél-franciaországi és észak-olaszországi kolostorokban találták meg.[12] 610-ben egy katolikus szerzetes kenyértésztából hosszú csíkokat sodort, majd két hurkot csavarintott a tésztából. Így az imára kulcsolt kezeket jelképező péksüteményeket készített. A sütit pretiolanak ("kis jutalomnak") nevezte, amellyel az imádságokat jól megtanuló gyerekeket jutalmazta.[13][14][15] Később az „pretiola” Itáliából terjedt tovább más országokba, Németországban sózottá és fényessé vált. Ezután „bretzel” vagy „pretzel” néven vált ismertté.[16]
- Egy másik korai említés a Lestines-i zsinat idejéből, 743-ból származik; a perecet ekkor főleg a kolostorokban készítették és fogyasztották.[17]
- A XII. századból származnak az első képi ábrázolások, mint például a Hortus Deliciarum (1190) egyik képének részlete.[18]
- A XIV. századtól kezdődően a perec a pékek céhének jelvénye.[19] Az egyik német legenda szerint a sváb perecet Bad Urachban sütötték először, amikor az ottani uralkodó pékje a kivégzésére várt. Azonban ura adott neki egy utolsó esélyt, és megígérte, hogy megkíméli az életét, ha olyan kenyeret süt, amelyen keresztül a nap háromszor tud átragyogni. A pék ekkor elkészítette a kenyértésztából csavart perecformát és megmenekült a haláltól.[20]
- A XVI. századtól kezdve hosszú időn át ez volt a nagyböjt egyik legfontosabb étele és vallásos jelentőséget is tulajdonítottak a perecnek: részben mivel a három részre tagoltságát a Szentháromság jelképének tekintették, részben összetevői, a liszt és a víz miatt.[17]
- A XVII. századtól asztronómiai jelentőséget is láttak benne, ugyanis Kepler 1609-ben felfedezte, hogy egyes bolygók pályája a Földről nézve hurkokat rajzol az égboltra.(retrográd mozgás)[21]

## Híres perecek
- Németországban a legismertebb perec a schwäbischer Brezel és a bayerischer Brez'n.[22]
- Egy legenda szerint a csomózott tészta receptje a Mayflower hajón átkerült Amerikába is. A zarándokok 1710 körül kezdtek el Pennsylvaniában letelepedni és a kisült pereceket arra használták, hogy az őslakos indiánokkal kereskedni kezdtek vele.[23] Később Amerikában született meg a perec tésztájából készült sóspálcika, a ropi.[24]
- 2002-ben George W. Bush kis híján megfulladt egy falat perectől.[25] Az eset nagy nyilvánosságot kapott és az arcán is megsérült elnök később számos viccet és játékot ihletett.[26][27]
- A rábaközi vertperec egy több mint 200 éves hagyománnyal rendelkező különleges, habosra kevert tésztájú, karikára görbített tájtermék.[28][29][30]
- A csíki perec.[31][32]
- Regensburgban találták meg a világ legrégebbi perecét, amikor 18. századból származó perec és kifli elszenesedett maradványaira bukkantak a régészek.[33]

A tészta kidolgozását addig végzik, amíg az le nem válik a kézről. A kész tésztából késsel maroknyi darabokat vágnak le, majd gyúródeszkán vékony szeletekre hasítják. A  tésztacsíkokat tenyérrel sodorva nyújtják, a 12-15 cm hosszú csíkok végét az ujjak köré tekerve összeillesztik, tenyerükkel a karikaközepét a végső méretre sodorják. A nyers pereceket  forró, de nem zubogó vízbe vetve addig főzik, amíg fel nem emelkedik a víz tetejére. Szűrőkanállal kiveszik, szikkasztják. Vetőlapátra rakják – egy lapátra öt perec fér elegyszerre  –,  és a kemencébe vetik megsütik.